# Recht am eigenen Bild (Deutschland)
Das Recht am eigenen Bild ist in Deutschland ein Unterfall des durch Art. 2 Abs. 1 in Verbindung mit Art. 1 Grundgesetz geschützten allgemeinen Persönlichkeitsrechts. Es gibt dem Abgebildeten die Befugnis, über die Verwendung des Bildes zu bestimmen, einschließlich des Rechts, einer Veröffentlichung zu widersprechen. Im einfachen nationalen Recht wird es durch das Gesetz betreffend das Urheberrecht an Werken der bildenden Künste und der Photographie (Kunsturheberrechtsgesetz, kurz: KunstUrhG) vom 9. Januar 1907 geschützt, außerdem europaweit durch Art. 8 Abs. 1 EMRK. Strafbar ist die Verletzung des höchstpersönlichen Lebensbereichs durch Bildaufnahmen nach § 201a StGB, die Verletzung des Intimbereichs durch Bildaufnahmen nach  § 184k StGB.

## Historie
Das KunstUrhG wurde als Strafgesetz geschaffen, nachdem zwei Fotografen versucht hatten, Bilder des toten Reichskanzlers Otto von Bismarck zu veröffentlichen. Die beiden hatten sich vorher widerrechtlich Zutritt zu dessen Sterbezimmer verschafft.

## Rechtslage
Heute sind nur noch die § 22, § 23, § 24, alle seit Erlass am 9. Januar 1907 unverändert, und als Strafvorschrift § 33 KunstUrhG von Bedeutung.
§ 22 KunstUrhG bestimmt:
„Bildnisse dürfen nur mit Einwilligung des Abgebildeten verbreitet oder öffentlich zur Schau gestellt werden. Die Einwilligung gilt im Zweifel als erteilt, wenn der Abgebildete dafür, dass er sich abbilden ließ, eine Entlohnung erhielt. Nach dem Tode des Abgebildeten bedarf es bis zum Ablaufe von zehn Jahren der Einwilligung der Angehörigen des Abgebildeten. Angehörige im Sinne dieses Gesetzes sind der überlebende Ehegatte oder Lebenspartner und die Kinder des Abgebildeten und, wenn weder ein Ehegatte oder Lebenspartner noch Kinder vorhanden sind, die Eltern des Abgebildeten.“
§ 23 KunstUrhG zählt Ausnahmen auf:
- (1) Ohne die nach § 22 erforderliche Einwilligung dürfen verbreitet und zur Schau gestellt werden:
  1. Bildnisse aus dem Bereiche der Zeitgeschichte;
  2. Bilder, auf denen die Personen nur als Beiwerk neben einer Landschaft oder sonstigen Örtlichkeit erscheinen;
  3. Bilder von Versammlungen, Aufzügen und ähnlichen Vorgängen, an denen die dargestellten Personen teilgenommen haben;
  4. Bildnisse, die nicht auf Bestellung angefertigt sind, sofern die Verbreitung oder Schaustellung einem höheren Interesse der Kunst dient.
- (2) Die Befugnis erstreckt sich jedoch nicht auf eine Verbreitung und Schaustellung, durch die ein berechtigtes Interesse des Abgebildeten oder, falls dieser verstorben ist, seiner Angehörigen verletzt wird.

§ 24 KunstUrhG betrifft die Zulässigkeit von Fahndungsfotos.
§ 33 KunstUrhG ist eine Strafvorschrift
- (1) Mit Freiheitsstrafe bis zu einem Jahr oder mit Geldstrafe wird bestraft, wer entgegen den §§ 22, 23 ein Bildnis verbreitet oder öffentlich zur Schau stellt.
- (2) Die Tat wird nur auf Antrag verfolgt.

### Erkennbarkeit
Mit Bildnis ist hierbei nicht nur eine Fotografie oder Filmaufnahme, sondern jede erkennbare Wiedergabe einer Person gemeint, also auch Zeichnungen, Karikaturen, Fotomontagen, Cartoons, sogar der Auftritt eines Doppelgängers kann dazu zählen. Allerdings fallen künstlerische Abbildungen, die veröffentlicht werden, nicht nur unter das Kunsturhebergesetz, sondern auch unter Art. 5 Abs. 3 Grundgesetz, welcher die Kunstfreiheit gewährleistet (siehe auch Mephisto-Entscheidung).
Die Einwilligung zur Veröffentlichung ist aber nur dann erforderlich, wenn der Abgebildete individuell erkennbar ist.
Die Erkennbarkeit kann sich auch aus begleitenden Umständen ergeben. Selbst die in Presseveröffentlichungen übliche Anonymisierung durch Augenbalken beseitigen diese Erkennbarkeit nicht unbedingt. Ist eine Person durch den Kontext eindeutig identifizierbar, kann sie sich gegen die Veröffentlichung wehren, auch wenn ihre Gesichtszüge gar nicht gezeigt werden. Die Erkennbarkeit einer Person entfällt auch dann nicht, weil diese sich altersbedingt verändert hat. Eines Beweises, dass die Person tatsächlich erkannt wurde, bedarf es nicht.
Dazu führte das Landgericht Frankfurt am Main in einem Urteil vom 19. Januar 2006 aus:

„Unter Bildnissen im Sinne des § 22 KUG versteht man die Darstellung einer natürlichen Person in einer für Dritte erkennbaren Weise. Zumeist ergibt sich die Erkennbarkeit aus der Abbildung der Gesichtszüge. Es genügt aber auch, wenn der Abgebildete – mag auch sein Gesicht kaum oder gar nicht zu erkennen sein – durch Merkmale, die sich aus dem Bild ergeben und die gerade ihm eigen sind, erkennbar ist oder seine Person durch den beigegebenen Text oder durch den Zusammenhang mit früheren Veröffentlichungen erkannt werden kann (vgl. BGH NJW 1979, 2205 – Fußballtorwart; Prinz/Peters, Medienrecht, Rz. 827). Nicht notwendig ist, dass der Abgebildete tatsächlich von bestimmten Personen erkannt wurde. Das Recht am eigenen Bild ist bereits dann verletzt, wenn der Abgebildete begründeten Anlass zu der Befürchtung hat, er könnte identifiziert werden. Nicht erforderlich ist, dass schon der flüchtige Betrachter den Abgebildeten auf dem Bild erkennen kann, es genügt die Erkennbarkeit durch einen mehr oder minder großen Bekanntenkreis (vgl. BGH NJW 1979, 2205 – Fußballtorwart; v. Strobl-Alberg in: Wenzel: Das Recht der Wort- und Bildberichterstattung. 5. Auflage. Kap. 7 Rz. 15). Entscheidend ist der Zweck des § 22 KUG, die Persönlichkeit davor zu schützen, gegen ihren Willen in Gestalt der Abbildung für andere verfügbar zu werden. Der besondere Rang des Anspruchs darauf, dass die Öffentlichkeit die Eigensphäre der Persönlichkeit und ihr Bedürfnis nach Anonymität respektiert, verlangt eine Einbeziehung auch solcher Fallgestaltungen in den Schutz dieser Vorschrift (vgl. Peters/Prinz, a. a. O.).“

Ähnlich entschied über eine Veröffentlichung in der Presse auch das Landgericht Hamburg.

### Linksetzung
Bereits das Setzen eines Hyperlinks auf ein Privatfoto auf einer anderen Internetseite kann im Einzelfall (in dem nachfolgend auszugsweise wiedergegebenen Urteil zugrunde liegenden Sachverhalt ging es um den Kontext mit der anwaltlichen Tätigkeit des Abgebildeten, d. h., ein Privatfoto wurde mit beruflichem Bezug verlinkt) eine Verletzungshandlung sein. Das Oberlandesgericht München führte hierzu in einem Urteil vom 26. Juni 2007 aus:

„Werden dem privaten Bereich zuzuordnende und im Internet im Zusammenhang mit einer Freizeitaktivität veröffentlichte Bilder in einem Bericht angelinkt, der sich kritisch mit der anwaltlichen Tätigkeit des Abgebildeten auseinandersetzt, steht dem abgebildeten Anwalt ein Unterlassungsanspruch aus § 1004, § 823 BGB, § 22, § 23 KunstUrhG zu, sofern der Link auf die Bilder als Untermauerung der kritischen Äußerungen eingesetzt wird. In diesem Fall liegt ein wirksames Einverständnis des Abgebildeten mit der Veröffentlichung der Bilder nicht vor. Selbst wenn man die Bebilderung noch als Beitrag zu einer allgemeinen Diskussion versteht, überwiegt das berechtigte Interesse des Abgebildeten an seiner Privatsphäre dasjenige eines Presseorganes an der Veröffentlichung, da das zur Schau gestellte Bild als Beleg für die kritischen Meinungsäußerungen aus dem (privaten) Zusammenhang gerissen wird.“

### Veranstaltungen
Ausnahmen gibt es bei Veranstaltungen (Demonstrationen, Mitgliederversammlungen, Kulturveranstaltungen usw.). Hier müssen Teilnehmer damit rechnen, auch fotografiert zu werden. Hier geht es um das Geschehen und nicht um die Person an sich.
In einem Urteil vom 28. Mai 2013 positionierte sich der Bundesgerichtshof zu Sportveranstaltungen:

„Bei sportlichen Wettkämpfen sind Foto- und Videoaufnahmen heute weitgehend üblich, und zwar auch dann, wenn es sich um Veranstaltungen handelt, die nur in einer begrenzten Öffentlichkeit stattfinden. Dies gilt unabhängig davon, ob an dem Wettbewerb Erwachsene, Kinder oder Jugendliche teilnehmen. Auf Foto- und Videoaufnahmen müssen sich Teilnehmer einer Sportveranstaltung grundsätzlich auch dann einstellen, wenn keine Pressefotografen zugegen sind. Entgegen der Auffassung des Berufungsgerichts kommt es dabei weder auf die Anzahl der Teilnehmer noch auf die Dauer der gesamten Veranstaltung oder derjenigen der konkreten sportlichen Darbietung des einzelnen Teilnehmers an. Die Veröffentlichung der während eines Turniers gefertigten Fotos wäre nur dann unzulässig, wenn durch ihre Verbreitung die berechtigten Interessen der abgebildeten Person verletzt würden […]“

### Polizeibeamte
Werden Polizeibeamte bei Ausübung ihres Dienstes gefilmt oder fotografiert, dürfen die Personalien der fotografierenden Personen nicht ohne weitere Anhaltspunkte einer drohenden Rechtsverletzung festgestellt werden. Dies würde einen Eingriff in das Recht auf informationelle Selbstbestimmung des Fotografierenden darstellen und daher eine konkrete Gefahr für ein polizeiliches Schutzgut erfordern (Bundesverfassungsgericht, Urteil vom 24. Juli 2015). Alleine aus der Anfertigung von Bildaufnahmen lässt sich kein Verdacht auf eine spätere (möglicherweise widerrechtliche) Veröffentlichung herleiten, insbesondere wenn man auch die Pressefreiheit des Fotografen mit berücksichtigt (Bundesverwaltungsgericht, Urteil vom 28. März 2012).

### Personen als Beiwerk
Erlaubt ist nach § 23 KunstUrhG die Veröffentlichung von Bildern, auf denen Personen nur als Beiwerk erscheinen, wie etwa Passanten vor einer fotografierten Straße. Die Abbildung der fotografierten „Landschaft oder sonstigen Örtlichkeit“ muss dabei das Bild prägen.

### Personen der Zeitgeschichte
Das Erfordernis einer Einwilligung zur Verbreitung und Veröffentlichung ist nach deutschem Recht nach § 23 Abs. 1 KunstUrhG für den „Bereich der Zeitgeschichte“ eingeschränkt.
In der deutschen Rechtsprechung hatte sich dabei eine Unterscheidung zwischen „absoluten Personen der Zeitgeschichte“ und „relativen Personen der Zeitgeschichte“ eingebürgert, die jedoch, nach einer Entscheidung des Europäischen Gerichtshofes für Menschenrechte, vom Bundesgerichtshof und Bundesverfassungsgericht revidiert worden ist. Die neuere Rechtsprechung verzichtet auf die Figuren der absoluten oder relativen Person der Zeitgeschichte und prägte stattdessen ein abgestuftes Schutzkonzept, wonach in einer Interessengewichtung und -abwägung im Einzelfall zu prüfen ist, ob das Personenbildnis tatbestandlich der Zeitgeschichte zuzuordnen ist.
Absolute Person der Zeitgeschichte war nach der früheren Rechtsprechung, wer aufgrund seiner Stellung, Taten oder Leistungen außergewöhnlich herausragte und deshalb derart im Blickpunkt der Öffentlichkeit stand, dass ein besonderes Informationsinteresse an der Person selbst, sowie an allen Vorgängen, die ihre Teilnahme am öffentlichen Leben ausmachen, bestand (Helmut Kohl, Caroline von Hannover, Boris Becker). Diese Personen durften auch ohne ihre Einwilligung fotografiert, das Material verbreitet und veröffentlicht werden.
Relative Personen der Zeitgeschichte waren nach der früheren Rechtsprechung Menschen, die in Zusammenhang mit einem zeitgeschichtlichen Ereignis in den Blick der Öffentlichkeit geraten waren (beispielsweise die Opfer des Gladbecker Geiseldramas oder Sportler während eines Wettkampfs). Bilder dieser Personen durften nur im Zusammenhang mit diesem Ereignis ohne deren Einwilligung veröffentlicht werden. Nach der sogenannten Begleiterrechtsprechung des Bundesgerichtshofs zählten zu den relativen Personen der Zeitgeschichte auch Lebenspartner oder Kinder von absoluten Personen der Zeitgeschichte. Über sie durfte dann in Zusammenhang mit einem gemeinsamen Auftritt ebenfalls ohne Einwilligung berichtet werden.
Bildnisse von Polizisten dürfen ohne deren Einwilligung nicht veröffentlicht werden, wenn die Veröffentlichung nicht in Zusammenhang mit einem Polizeieinsatz von besonderem öffentlichen Interesse steht. Dies ist etwa bei Demonstrationen, spektakulären Verkehrsunfällen und ähnlichen Ereignissen der Fall. Ein besonderes öffentliches Interesse an einer Bildberichterstattung über die alltägliche Dienstausübung, etwa über eine gewöhnliche Verkehrskontrolle, ist regelmäßig nicht gegeben. Auch eine Hausdurchsuchung bei einem mutmaßlichen Straftäter stellt in der Regel kein Ereignis von besonderem öffentlichen Interesse dar.
Als Faustformel gilt: Je mehr eine Person im öffentlichen Interesse steht, desto eher muss sie eine Berichterstattung mit Bildern dulden. Allerdings gilt auch für diese Personen die Schutzzone der unantastbaren Intimsphäre und das geringere Recht auf Privatsphäre. Diese Einschränkung findet sich bereits in § 23 Abs. 2 KunstUrhG: Das Recht, eine Person ohne Einwilligung abzubilden, erstreckt sich „nicht auf eine Verbreitung und Schaustellung, durch die ein berechtigtes Interesse des Abgebildeten“ verletzt wird und ist aufgrund der Rechtsprechung des EGMR zugunsten der abgebildeten Personen noch weiter eingeschränkt worden. Angesichts eines erheblichen Zeitablaufs und des nachlassenden öffentlichen Interesses an der Person und der Persönlichkeit eines Verbrechensopfers hat dieses einen Anspruch darauf, die Verfügungsgewalt über seine damaligen Fotografien zurückzuerlangen und die in die Öffentlichkeit getragene Verknüpfung zwischen der schweren Straftat, deren Opfer sie als Kind geworden ist, und den Abbildungen ihrer Person aufzulösen, also die Veröffentlichung solcher Bilder zu verbieten.
Eine vergleichbare Güterabwägung findet sich auch in § 32a Stasiunterlagengesetz.

### Bildberichterstattung über Prominente (Paparazzi, Prinzessin Caroline und der EGMR)
Privatleben und Intimsphäre sind auch bei Personen der Zeitgeschichte insbesondere vor Paparazzi geschützt. Nach der Rechtsprechung des Bundesverfassungsgerichtes sind damit „die eigenen vier Wände“ sowie Bereiche der Privatsphäre in der Öffentlichkeit, wie ein Abendessen in einer abgeschiedenen Ecke eines Restaurants gemeint (Caroline-von-Monaco-Urteil II).
Der Europäische Gerichtshof für Menschenrechte (EGMR) verwies in seinem Urteil vom 24. Juni 2004 auf das „Grundrecht auf Schutz des Familien- und Privatlebens“ (Art. 8 der Europäischen Menschenrechtskonvention): Prominente müssen sich danach nicht an einen abgeschiedenen Ort innerhalb der Öffentlichkeit zurückziehen, um den Schutz der Privatsphäre zu genießen. So hatte Caroline von Monaco mit ihrer Beschwerde gegen das Urteil des Bundesverfassungsgerichts schließlich Erfolg (siehe auch Caroline-Urteil). Von Seiten der Presse und größeren Teilen der Rechtswissenschaft wurde das Urteil stark kritisiert – es wird befürchtet, dass nun die sog. „Boulevard“-Berichterstattung eingeschränkt werden könnte, wenn das öffentliche Informationsinteresse nun jeweils auf eine seriöse Debatte zurückzuführen sein müsste. Andererseits haben Urteile des EGMR nur den Rang eines einfachen nationalen Gesetzes.
Dieses Urteil hat dazu geführt, dass der Bundesgerichtshof das Konzept der absoluten und relativen Personen der Zeitgeschichte in seiner Entscheidung vom 6. März 2007, die drei Unterlassungsklagen Caroline von Hannovers gegen zwei Zeitschriften zusammenfasste, revidiert hat. An die Stelle feststehender Voraussetzungen tritt nun jeweils eine Einzelfallentscheidung, ob eine Abbildung als zeitgeschichtlich relevant gilt. Diese Auffassung des BGH hat das Bundesverfassungsgericht mit Beschluss vom 26. Februar 2008 als mit der Verfassung vereinbar bestätigt.
Diese Ergebnisse der jüngeren deutschen Rechtsprechung hat der EGMR (Große Kammer) in einem Urteil vom 7. Februar 2012 bestätigt. Dabei betonte er, dass ein öffentliches Informationsinteresse nach den Umständen des Einzelfalles auch an Sportthemen oder ausübenden Künstlern bestehen könne, nicht aber bei mutmaßlichen Eheproblemen eines Staatspräsidenten oder bei Geldsorgen eines bekannten Sängers. Die Krankheit des regierenden Fürsten von Monaco habe als Ereignis aus dem Bereich der Zeitgeschichte angesehen werden dürfen. Im Allgemeinen gelte, dass der Öffentlichkeit unbekannte Personen eines stärkeren Schutzes bedürfen als der Öffentlichkeit bekannte Personen. Auch stellte der EGMR fest, dass Caroline und Ernst August von Hannover Personen des öffentlichen Lebens sind.
In einem Parallelverfahren hatte der EGMR über die Zulässigkeit einer Berichterstattung über den Drogenkonsum eines deutschen Schauspielers zu entscheiden. Dabei betonte er, dass das öffentliche Interesse an der Berichterstattung über Strafverfahren unterschiedlich stark ausgeprägt sein könne. Als Abwägungskriterien dienten bei dieser Frage u. a. die Bekanntheit und das vorangegangene Verhalten der Person, die Schwere und Art der Tat, der Umstand der Festnahme, die Methode der Informationsgewinnung, die Wahrheit der Information und der Umstand, ob diese Tatsachen bereits öffentlich bekannt waren.
Die beiden jüngsten Urteile werden aus rechtswissenschaftlicher Perspektive zwar grundsätzlich begrüßt, gleichzeitig aber auch kritisiert, weil der EGMR die sogenannte „bloße Unterhaltung“ nach wie vor tabuisiert und bei der Frage nach dem öffentlichen Informationsinteresse hinsichtlich unterhaltender Medienberichte nicht die empirischen Erkenntnisse der Kommunikationswissenschaft beachtet. Gleichzeitig werde die Meinungs- und Pressefreiheit durch diese normative Bestimmung des Informationswertes von Medienberichten höchst subjektiven Erwägungen der Richter preisgegeben, was dem Gebot staatlicher Neutralität widerspreche.

### Kommerzialisierung
Neben dem Schutz der Privatsphäre gibt es weitere Fälle, in denen auch bei Personen der Zeitgeschichte eine Einwilligung zur Veröffentlichung erforderlich ist (§ 23 Abs. 2 KunstUrhG). Dazu muss ein überwiegendes berechtigtes Interesse des Betroffenen bestehen. Dies ist immer bei Werbung gegeben: das Recht am eigenen Bild ist kommerzialisierbar und hat einen Vermögenswert. Das Bild darf nicht zu Werbe- oder Geschäftszwecken missbraucht werden. Anders verhält es sich, wenn ein Bild bei Werbung für ein Medienprodukt verwendet wird, etwa wenn die Titelseite eines Magazins einen Prominenten zeigt und als Werbung für das Magazin plakatiert wird.
Unzulässig wäre beispielsweise, T-Shirts oder Sammeltassen mit den Abbildungen von Prominenten ohne deren Einwilligung zu vertreiben.
Der Bundesgerichtshof entschied im Jahr 1995, dass die Witwe von Willy Brandt posthum dessen Darstellung auf einer Gedenkmünze dulden musste; dieses Urteil wurde im Jahr 2000 vom Bundesverfassungsgericht bestätigt.

### Manipulationen von Bildern
Das Bundesverfassungsgericht (BVerfG) entschied im Jahr 2004 aus Anlass einer karikierenden Bildmanipulation:

„Der Träger des Persönlichkeitsrechts hat zwar kein Recht darauf, von Dritten nur so wahrgenommen zu werden, wie er sich selbst gerne sehen möchte (vgl. BVerfGE 97, 125, 148 f.; BVerfGE 97, 391, 403; ständige Rspr.) wohl aber ein Recht, dass ein fotografisch erstelltes Abbild nicht manipulativ entstellt ist, wenn es Dritten ohne Einwilligung des Abgebildeten zugänglich gemacht wird.“

Dies mache die Abbildung zu einer unwahren Tatsachenbehauptung, die von der Meinungsfreiheit nicht geschützt werde.

### Berücksichtigung der Kunstfreiheit
Bei der ungefragten Veröffentlichung von Kunstwerken, welche die bildliche Darstellung von Personen enthalten, kann es zur Kollision von Grundrechten kommen: Einerseits verbietet die im Grundgesetz garantierte Kunstfreiheit eine Einschränkung der künstlerischen Betätigung, wozu auch die Veröffentlichung eines Kunstwerks zählt, andererseits gilt es, das ebenfalls grundrechtlich geschützte Persönlichkeitsrecht eines Abgebildeten zu wahren. Kunstwerke im Sinne des Grundgesetzes sind in erster Linie mit den Mitteln der Kunst hergestellte bildliche Darstellungen, wie Gemälde, Zeichnungen oder Druckgrafiken. Allerdings können heutzutage auch Fotografien hierzu zählen, sofern diese künstlerischen Ansprüchen genügen.
Das Kunsturhebergesetz versucht, diesen Interessenkonflikt zu lösen. § 23 Abs. 1 Nr. 4 KunstUrhG regelt, dass eine Einwilligung des Abgebildeten zur Veröffentlichung nicht erforderlich ist, sofern die Verbreitung oder Schaustellung einem höheren Interesse der Kunst dient. § 23 Abs. 2 KunstUrhG enthält jedoch wiederum eine Schranke. So ist eine Veröffentlichung dann untersagt, wenn hierdurch ein berechtigtes Interesse des Abgebildeten oder, falls dieser verstorben ist, seiner Angehörigen verletzt wird.
Dies stellt die Justiz gelegentlich vor Probleme, denn die Grundrechte der beteiligten Personen müssen gegeneinander abgewogen werden. So hat beispielsweise das Oberlandesgericht Celle mit Urteil vom 25. August 2010 entschieden, dass ein Staatsanwalt die öffentliche Ausstellung eines sachlich gehaltenen, nicht beleidigenden Porträtgemäldes gegen seinen Willen dulden muss. Die Staatsanwaltschaft hatte das Gemälde zuvor beschlagnahmen lassen und die Vernichtung gefordert, der Künstler hatte sich auf die Kunstfreiheit berufen.
Das Bundesverfassungsgericht hat in seiner Entscheidung vom 8. Februar 2018 – 1 BvR 2112/15 – festgestellt, dass die Straßenfotografie, für die die ungestellte Abbildung von Personen ohne vorherige Einwilligung strukturtypisch ist, als Kunstform ebenfalls vom Grundrecht des Art. 5 Abs. 3 Satz 1 GG geschützt ist. Von der Kunstfreiheit ist nicht nur das Anfertigen der Fotografie, sondern auch deren Zurschaustellung im Rahmen einer öffentlich zugänglichen Ausstellung erfasst. Die Lösung der Spannungslage zwischen Persönlichkeitsschutz und dem Recht auf Kunstfreiheit hat so zu erfolgen, dass zu klären ist, ob die Beeinträchtigung der Persönlichkeitsrechts derart schwerwiegend ist, dass die Freiheit der Kunst zurückzutreten hat; eine geringfügige Beeinträchtigung oder die bloße Möglichkeit einer schwerwiegenden Beeinträchtigung reichen hierzu angesichts der hohen Bedeutung der Kunstfreiheit nicht aus.

### (Bloßes) Erstellen von Bildern
Das bloße Erstellen eines Fotos, ohne es zu veröffentlichen, ist nicht von § 22 KunstUrhG, der nur von Verbreitung und öffentlicher Zurschaustellung spricht, erfasst. Damit war es ursprünglich nicht verboten. Nach heutiger Rechtslage aber ist das bloße Erstellen eines Fotos auch ohne Veröffentlichungsabsicht – da es nicht unter § 22 KunstUrhG fällt – am allgemeinen Persönlichkeitsrecht zu messen. Dabei ist eine Gesamtabwägung nötig, bei der auch die Ausnahmen von § 23 KunstUrhG zu berücksichtigen sind. Der Bundesgerichtshof formuliert es so: „Ob und in welchem Umfang bereits die Fertigung derartiger Bilder rechtswidrig und unzulässig ist oder aber vom Betroffenen hinzunehmen ist, kann nur unter Würdigung aller Umstände des Einzelfalls und durch Vornahme einer unter Berücksichtigung aller rechtlich, insbes. auch verfassungsrechtlich geschützten Positionen der Beteiligten durchgeführten Güter- und Interessenabwägung ermittelt werden.“ Es gibt mehrere Urteile, die das Erstellen von Fotos ohne Veröffentlichungsabsicht untersagen. Wird ein Verstoß gegen das allgemeine Persönlichkeitsrecht festgestellt, kommen die üblichen zivilrechtlichen Ansprüche in Betracht. Zudem kann auch ein Notwehrrecht in Frage kommen. Eine Strafbarkeit des bloßen Erstellens von Bildern kann sich auch aus § 201a Strafgesetzbuch (StGB) ergeben, sofern bei der Aufnahme eine Verletzung des höchstpersönlichen Lebensbereichs erfolgt. Zudem kommt eine Strafbarkeit nach § 184k StGB in Betracht, wenn eine Verletzung des Intimbereichs durch Bildaufnahmen geschieht.

#### § 201a StGB
Am 6. August 2004 trat § 201a StGB („Verletzung des höchstpersönlichen Lebensbereichs durch Bildaufnahmen“) in Kraft (BGBl. I S. 2012), der unter bestimmten Umständen schon für das bloße Erstellen eine Strafbarkeit vorsieht. Am 22. Januar 2015 wurde er, vorangetrieben durch die Edathy-Affäre, reformiert (BGBl. I S. 10). Seit 1. Januar 2021 werden auch Verstorbene strafrechtlich gegen Bildaufnahmen geschützt, die sie in grob anstößiger Weise zur Schau stellen.
Der Gesetzgeber begründete im Gesetzentwurf den ursprünglichen neuen Tatbestand damit, dass § 33 KunstUrhG (der einen Verstoß gegen § 22, § 23 KunstUrhG auf Antrag unter Strafe stellt) nicht ausreichend sei. Denn diese Vorschrift bestrafe nur die Verbreitung und öffentliche Zurschaustellung von unbefugten Bildaufnahmen, nicht jedoch die unbefugte Herstellung und Weitergabe an Dritte. Zudem beende der neue Paragraph die Ungleichbehandlung zwischen dem Schutz der Vertraulichkeit des Wortes (§ 201 StGB) und dem Schutz vor unbefugten Bildaufnahmen.
Bereits im Gesetzgebungsverfahren haben zahlreiche Medienrechtler vergeblich versucht, das Gesetz zu verhindern. Die Regelung „trifft den Undercover-Journalismus im Kern“, schreibt der Enthüllungsjournalist Hans Leyendecker. Denn Journalisten, die mit versteckter Kamera filmen, machten sich nun möglicherweise strafbar, so Leyendecker. Zudem sind die Tatbestandsmerkmale des „höchstpersönlichen Lebensbereichs“ und des „[gegen Einblick] besonders geschützten Raumes“ Neuschöpfungen des Gesetzgebers, die die Rechtsprechung erst einmal ausfüllen muss. Dies sorgt zunächst für Rechtsunsicherheit.

#### § 184k StGB
Ebenfalls am 1. Januar 2021 trat § 184k StGB „Verletzung des Intimbereichs durch Bildaufnahmen“ in Kraft. Die Norm bestraft insbesondere Bildaufnahmen beim sogenannten Upskirting und Downblousing. Nach Absatz 1 Nummer 3 der Vorschrift macht sich auch eventuell strafbar, wer „eine befugt hergestellte Bildaufnahme der in der Nummer 1 bezeichneten Art wissentlich unbefugt einer dritten Person zugänglich macht“. Wie bei dem § 201a StGB können auch Selbstaufnahmen Gegenstand der strafbaren unbefugten Weitergabe sein.

#### Löschungsanspruch
Schon vor der Einführung des § 201a StGB musste niemand dulden, dass er in seiner Privat- oder Intimsphäre verletzt wird (beispielsweise durch eine heimliche Webcam auf einer Toilette).
Die fotografierte Person kann auch dann Löschung des Bildes verlangen, wenn sie Anlass zur Sorge hat, die Veröffentlichung könne unmittelbar bevorstehen, etwa dann, wenn der Fotograf schon einmal ein Bild der Person ohne Einwilligung veröffentlicht hat.
Nach der Rechtsprechung des BGH besteht auch bei im Rahmen einer Beziehung ursprünglich einvernehmlich aufgenommenen intimen Fotos ein Recht auf Löschung der Bilder, wenn diese nicht zur Veröffentlichung gedacht waren. Voraussetzung ist, dass sich aus dem Verhalten der fotografierten Person ergibt, dass die Einwilligung zur Nutzung auf die Dauer der Beziehung beschränkt sein soll.

### Zivilrechtliche Ansprüche
Wurde das Recht am eigenen Bild durch eine unbefugte Veröffentlichung verletzt, oder droht die unberechtigte Veröffentlichung eines Bildes, kann der Betroffene einen Unterlassungsanspruch gem. § 12, § 862, § 1004 Abs. 1 Satz 2 BGB, analog i. V. m. § 823 Abs. 2 i. V. m. § 22, § 23 KunstUrhG gegen das jeweilige Medium geltend machen (Verbreiterhaftung) um die Erstveröffentlichung des Bildes oder eine wiederholte Veröffentlichung zu verhindern.
Daneben kann auch ein Anspruch auf Schadensersatz nach § 823 Abs. 2 i. V. m. § 22, § 23 KunstUrhG bestehen. Hier ist neben dem Ersatz des konkreten Schadens nach der sogenannten Lizenzanalogie (§ 97 Abs. 1 Satz 1 UrhG) eine fiktive Lizenzgebühr für die Verwendung des Bildes zu bezahlen und ein etwaiger Gewinn (wegen Steigerung der Auflage) herauszugeben. Einen guten Anhaltspunkt für die Berechnung der fiktiven Lizenzgebühr bietet dabei bei professionellen Fotomodellen die VELMA-Liste, herausgegeben vom Verband lizenzierter Modellagenturen e. V.
Wurde durch die Veröffentlichung schwerwiegend in das Recht am eigenen Bild eingegriffen, beispielsweise durch den Abdruck von Nacktfotos, kann auch ein Anspruch auf Entschädigung in Geld für einen immateriellen Schaden (Schmerzensgeld) bestehen. Dieser wird aus § 823 Abs. 1 BGB i. V. m. Art. 1 Abs. 1, Art. 2 Abs. 1 GG abgeleitet und soll neben der Genugtuungsfunktion für das Opfer auch eine Präventionsfunktion für den Verletzer haben.
Wurden die Bildnisse unbefugt erstellt, kann auch die Herausgabe des Bildmaterials verlangt (§ 1004 Abs. 1 Satz 2 BGB analog i. V. m. § 823 Abs. 1, § 249 Abs. 1 BGB, § 38 KunstUrhG) oder ein Anspruch auf Vernichtung nach § 37 KunstUrhG geltend gemacht werden.

### Datenschutz-Grundverordnung (DSGVO)
Laut Mitteilung des Bundesinnenministeriums bleiben die Regelungen für das Anfertigen von Fotos auch unter Geltung der Datenschutz-Grundverordnung ab 25. Mai 2018 weiterhin wirksam:

„Die Datenschutz-Grundverordnung führt zu keinen wesentlichen Veränderungen der bisherigen Rechtslage im Umgang mit Fotografien. Die Anfertigung und Veröffentlichung einer personenbezogenen Fotografie unterliegt den allgemeinen Regelungen des Datenschutzrechts. Wie bisher auch dürfen Fotos nur verarbeitet werden, wenn die betroffene Person eingewilligt hat oder eine Rechtsgrundlage dies erlaubt. […] Für die Veröffentlichung von Fotografien enthält das Kunsturhebergesetz (KunstUrhG) ergänzende Regelungen, die auch unter der ab dem 25. Mai 2018 anwendbaren Datenschutz-Grundverordnung fortbestehen. […]“

Als erstes deutsches Gericht fällte der 15. Zivilsenat des Oberlandesgerichts Köln hierzu am 18. Juni 2018 einen Beschluss (Az.: 15 W 27/18).
Er vertritt den Standpunkt, dass Artikel 85 DSGVO zugunsten der Verarbeitung für journalistische Zwecke von der DSGVO abweichende nationale Gesetze erlaubt. Diese Öffnungsklausel erlaube nicht nur neue Gesetze, sondern kann auch bestehende Regelungen erfassen. Hier seien keine strengen Maßstäbe anzulegen, da Datenschutzregelungen als einem möglichen Schadenseintritt weit vorgelagerter Schutz immer die journalistische Arbeit beeinträchtigen würden.
Laut dem OLG-Beschluss gilt das KunstUrhG weiterhin. Artikel 85 DSGVO mache im Kern keine materiell-rechtlichen Vorgaben, sondern stelle nur darauf ab, dass zwischen dem Datenschutz einerseits und der Äußerungs- und Kommunikationsfreiheit andererseits ein angemessener Mittelweg gefunden wird.